# Platina(IV)oxide
Platina(IV)oxide (ook bekend als Adams' katalysator) is het oxide van platina, met als brutoformule PtO2. De stof komt voor als een donkerbruine tot zwarte vaste stof (poeder), die onoplosbaar is in water, zuren en zelfs niet in koningswater. Het lost wel op in een geconcentreerde oplossing van kaliumhydroxide. Platina(IV)oxide komt ook voor als monohydraat.

## Synthese
Platina(IV)oxide wordt bereid door reactie van hexachloorplatinazuur of ammoniumhexachloroplatinaat met natriumnitraat:
{\displaystyle {\ce {H2PtCl6 + 6NaNO3 -> Pt(NO3)4 + 6NaCl + 2HNO3}}}
Het ontstane platina(IV)nitraat werd vervolgens verhit om stikstofdioxide en zuurstofgas te verwijderen:
{\displaystyle {\ce {Pt(NO3)4 -> PtO2 + 4NO2 + O2}}}
De ontstane bruine substantie wordt gewassen met water om het te zuiveren van nog aanwezige nitraten. Hierbij treedt hydratatie op:
{\displaystyle {\ce {PtO2 + H2O -> PtO2 . H2O}}}
Deze hydratatie kan eenvoudigweg ongedaan gemaakt worden door het hydraat te verhitten.

## Toepassingen
Platina(IV)oxide wordt in de organische synthese gebruikt als katalysator bij hydrogeneringen, bijvoorbeeld bij de reductie van een nitrogroep tot een aminegroep of een keton tot een alcohol.

## Toxicologie en veiligheid
Platina(IV)oxide is schadelijk voor de ogen en het maag-darmstelsel. Contact met de huid kan leiden tot lichte irritatie. Platina(IV)oxide is toxisch voor de longen en de slijmvliezen. Langdurig of herhaalde blootstelling kan leiden tot orgaanschade.